# Alibi
Alibi (lat. alibi, někde jinde) je argument obhajoby, který dokazuje, že obviněný byl v době spáchání zločinu „někde jinde“. Alibi tedy nehledá polehčující okolnosti, ale chce doložit, že obviněný se zločinem nemohl mít nic společného. Alibi hraje významnou roli ve vyšetřování trestných činů a protože může způsobit dramatickou změnu, je oblíbené zejména v detektivkách a kriminálních filmech.
Někdy se rozlišuje mezi technickým alibi, kdy obviněný dokládá potvrzenkami, vstupenkami, fotografiemi, že byl v době činu jinde, a alibi osobním, což je výpověď svědků. Falešné svědectví o alibi je ovšem trestný čin.
V posledních letech vznikly v Japonsku a v jiných zemích agentury, které obstarávají falešná alibi zejména manželům žárlivých žen, ale také dlužníkům, lidem, kteří někam nepřišli, nesplnili slib a podobně.
V přeneseném smyslu znamená alibi, že se člověk od nějaké věci plně distancuje a zejména odmítá jakoukoli, tedy nejen trestní odpovědnost za nějaký čin, rozhodnutí a podobně. Odtud pak také alibismus, strategie zejména veřejných činitelů, kteří místo aby se špatným věcem snažili zabránit, hledají doklady a vůbec způsob, jak se zbavit odpovědnosti. Projevem alibismu je i snaha odkládat nepopulární nebo riskantní rozhodnutí, přesouvat taková rozhodnutí na někoho jiného a podobně.
| „                 | Světová katastrofa se dá využít k ledačemu, třeba jako alibi před Bohem. – „Kdes byl, Adame?“ – „Ve světové válce.“ | “ |
| — Theodor Haecker | |   |